# Gazeta Lubelska
Gazeta Lubelska (Люблинская газета) — сельскохозяйственно-промышленно-коммерческая и литературно-художественная газета, издававшаяся в Люблине с перерывами с 1875 по 1911 год.

## История
Gazeta Lubelska начала выходить с 22 декабря 1875 года. Подзаголовок газеты гласил: «Издание сельскохозяйственно—промышленно—коммерческое и литературное» (пол. «Pismo rolniczo – przemysłowo – handlowe i literackie»). Постепенно уклон газеты повышался в сторону литературной составляющей. Инициатором издания выступил первый главный редактор газеты Леон Залеский (пол. Leon Zaleski).
В разные годы газета сталкивалась с проблемами, возникавшими из-за негативных оценок её материалов цензорами; некоторые тексты были определены как враждебные России. После событий 1905 года давление на газету снизилось, и ей было разрешено выходить без цензуры. В это время редакция начала предоставлять место в издании для Национально-демократической партии, однако уже через месяц после этого газета закрылась. В 1910 году издание возобновилось, и в 1911 — закрылось окончательно.